# Lieke Hulsen
Lieke Hulsen (‘s-Hertogenbosch, 24 april 1990) is een Nederlandse hockeyspeelster bij HC Den Bosch en voor de Nederlandse hockeyploeg.

## Biografie
Hulsen studeerde aan de CIOS in Arnhem, waar ze ook afgestudeerd is. Tevens heeft ze in Tilburg aan de Johan Cruijff University gestudeerd. Ze speelde voor Jong Oranje en Oranje zaal en debuteerde op 18 januari 2018 als hockeyinternational voor het nationale team. Ze speelt bij HC Den Bosch als aanvaller.

## Club resultaten

### Landskampioen veld
- 2008:
- 2009:
- 2010:
- 2011:
- 2012:

### Europees kampioen veld
- 2008:
- 2009:
- 2010:
- 2011:

## Zaalkampioenschappen
- 2012:  Nederlands kampioen
- 2013:  Europees kampioen

## Nationale resultaten

### Nederlands zaalhockey
- 2011:  Wereldkampioenschappen

### Jong Oranje
- 2011  Europese kampioenschappen.